# Lakshmi Performance Cars
Lakshmi Performance Cars war ein Hersteller von Kraftfahrzeugen aus Indien.

## Unternehmensgeschichte
Der Rennfahrer Sundaram Karivardhan versuchte in den 1990er Jahren, die Produktion von Kit Cars aufzunehmen. Er starb jedoch am 24. August 1995. Das 1996 gegründete Unternehmen aus Bangalore gehörte zur Lakshmi Mills Company. Am 21. Februar 1996 wurden zwei Fahrzeuge auf der Auto Expo in Delhi präsentiert. Dax war daran beteiligt. In dem Jahr begann die Produktion von Automobilen. Der Markenname lautete Lakshmi. Geplant war der Verkauf von 300 bis 300 Fahrzeugen jährlich. 2001 endete die Produktion. Eine andere Quelle gibt den Produktionszeitraum mit 1994 bis 1999 an.

## Fahrzeuge
Das Serienmodell Kari 65 war ein Fahrzeug im Stil des Lotus Seven, mit einer Ähnlichkeit zum Rush von Dax. Überliefert sind die Ausführungen 2.S, dessen Motor 110 PS leistete, und 2.IRS, der einen Motor mit 170 PS hatte. 1996 war für 1997 die Einführung einer Stallion genannten Nachbildung des AC Cobra geplant.